# フレスタ (スーパーマーケット)

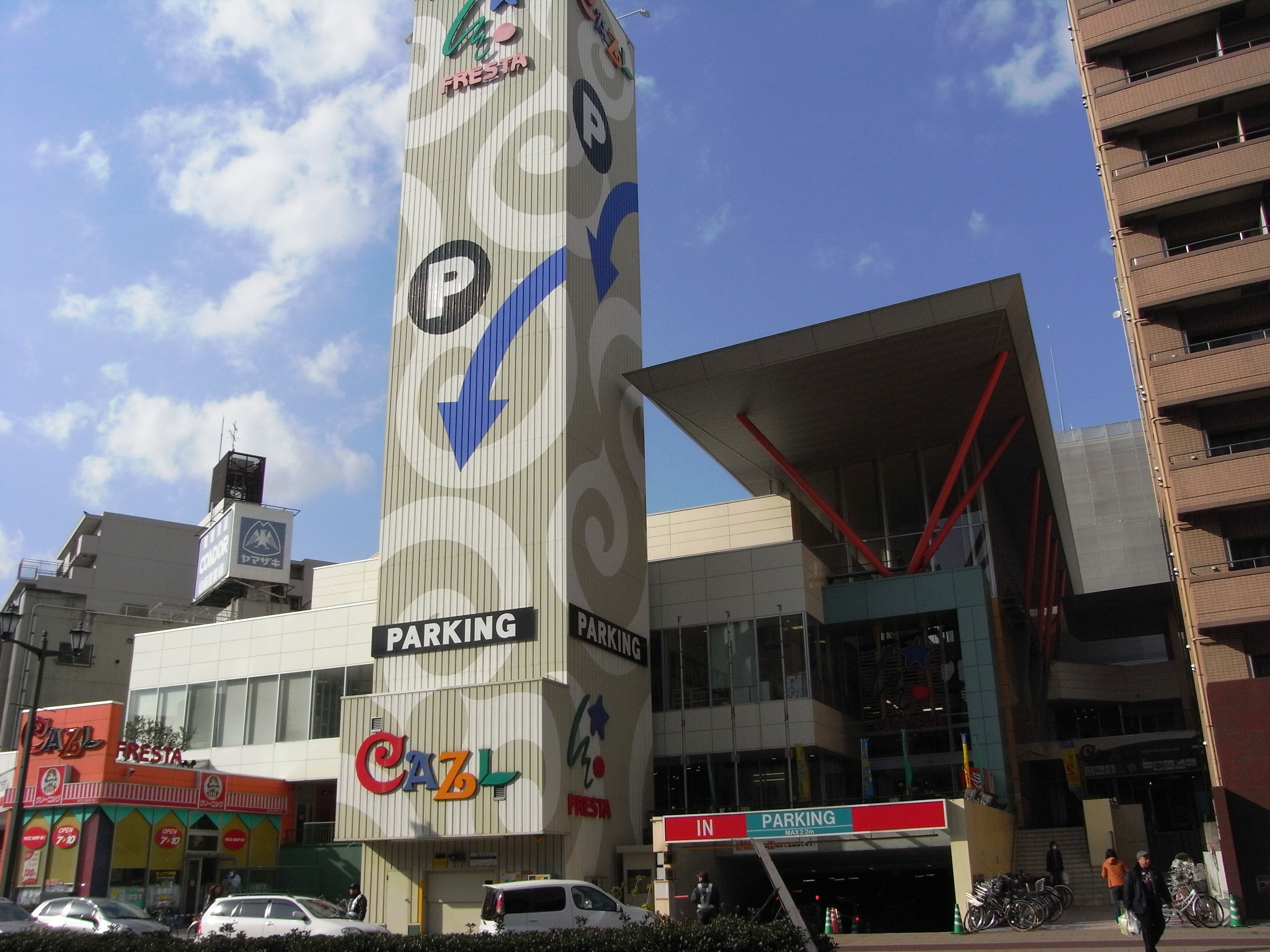
フレスタ横川店・2020年までの本社

株式会社フレスタ (FRESTA Co.,Ltd.) は、広島県広島市安佐南区に本社を持つスーパーマーケットチェーンの運営企業である。

## 概要
1887年（明治20年）創業、1951年（昭和26年）に会社組織が設立。広島初のスーパーマーケットとして広島市横川町（現在の広島市西区横川町）で開業。広島市を中心に店舗を展開し、経営破綻したスーパーから営業譲渡を受けた店舗を含め、福山市や岡山市、岩国市にも店舗展開をしている。
2007年（平成19年）に創業120周年を迎えた。2008年（平成20年）には他のスーパーとともに安佐南区の全店舗でレジ袋の有償化、営業時間の短縮など省エネ対策を打ち出している。また、近年では新店舗の開設のみならず、現存店舗のリニューアルも積極的に行っており、それらの店舗では室内照度を高くする床材やゴンドラ照明などに工夫したり看板照明はLEDを使用するなど、節電にも気を遣った工夫がなされている。
2020年5月に本社機能を西区横川から安佐南区緑井へ移転(登記上住所は西区横川)。

## 沿革

### 明治 - 昭和
- 1887年（明治20年） - 横川で駄菓子屋を創業。
- 1947年（昭和22年） - 戦後の焼け跡に青果堂として店を再開。
- 1951年（昭和26年） - 有限会社「山城屋」として会社組織へ移行。
- 1960年（昭和35年） - 株式会社「主婦の店」に改組。横川駅に広島で最初のスーパーマーケット誕生。
- 1971年（昭和46年） - 横川コミュニティータウンが開業。
- 1976年（昭和51年） - 第1次CI、株式会社ムネカネに社名変更。リンゴをシンボルマークとする。

### 平成
- 1991年（平成3年） - 第2次CI、株式会社フレスタに社名変更。新しいシンボルマークも完成。
- 1996年（平成8年） - 岡山県に初出店（津島店）
- 1998年（平成10年） - 会員カード「スマイルカード」導入
- 1999年（平成11年） - 経営破綻した中鉄商事株式会社（岡山市）から営業譲受。プロセスセンター全面改修完了。
- 2001年（平成13年）- エブリディフレスタ（生鮮宅配事業）を開始。制服をリサイクル素材に全面切り替え。
- 2002年（平成14年） - JR横川駅前交通結節点改善事業にあわせてフレスタ本社ビル・フレスタ横川店を改築･全面リニューアル。ショッピングモール「フレスタモールCAZL横川」を開業。デザインプロデュースは、サンストリート亀戸を手がけた「北山創造研究所」。
- 2003年（平成15年） - 経営破綻した株式会社ベルファニー（福山市）から営業譲受するため株式会社ベル・フレスタを設立。
- 2006年（平成18年） - 全店に新POSレジ･自動釣札銭機を導入。クレジットカードの決済をスタートし、新スマイルカードへ移行。
- 2007年（平成19年） - 創業120周年を迎える。フレスタとジーンズメーカー・ブルーウェイがエコバッグを共同開発。山口県初出店となる室の木店を開業。
- 2008年（平成20年） - 省エネ目的に一部店舗の営業時間の短縮。フレスタ安店・沼田店・Aシティ店の3店舗でレジ袋有償化実験を開始。
- 2009年（平成21年） - フレスタ50店舗目となる警固屋店を開業。10月より福山市・三次市を除くフレスタグループ各店舗のレジ袋無料配布を中止。
- 2010年（平成22年） - 菱屋フードセンターを買収。美鈴が丘の店舗を継いで改装し、フレスタ美鈴が丘店として出店。
- 2011年（平成23年） - 会社設立60周年を迎える。廿日市市初出店となるフレスタ廿日市住吉店、おかず工房も福山市初出店となるアイネス店を開業。
- 2012年（平成24年） - 4月1日よりネットショッピングサービスの「コンテ・フレスタ」を運営開始。
- 2013年（平成25年） - 株式会社三原スーパーの株式を取得（子会社化）。フレスタ室の木店の隣地へ複合商業施設、ショッピングモール「フレスタモールCAZL岩国」を開業。
- 2014年（平成26年） - 2月1日より4月からの消費税率引き上げに伴い、価格表示の改定実施（税込参考価格併記による本体価格表記となる）。9月より電子マネー付き「スマイルカード」のサービスを開始。
- 2015年（平成27年） - 三原スーパーパルディ明神店を全面改装し、4月10日よりフレスタ明神店として開業（三原スーパーのフレスタへの初転換）[2]。同年12月、持株会社制移行の前準備として新会社「株式会社エフエスエフ」を設立。
- 2016年（平成28年） - 「株式会社深センフレスタ」設立(社長：魯久杲)、「株式会社アグリネットファーム」設立(社長：波木明成)
- 2017年（平成29年） - 創業130周年を機にグループ各社を含めた持株会社制に移行する。同年3月1日付けで株式会社エフエスエフを「株式会社フレスタホールディングス」に商号変更しグループ統括および持株会社とする。
- 2018年（平成30年） - 「フレスタ・アプリ」導入

### 令和
- 2020年（令和2年） - 5月　株式会社フレスタホールディングスグループ　本部機能を安佐南区緑井へ移転
- 2025年（令和7年） - 3月27日をもって全店が閉店した三次フードセンターの事業（スーパー2店舗）を承継[3]。

## 店舗

### フレスタ
株式会社フレスタが運営する店舗である。シジシージャパン加盟。
近年新設や改装された店舗では特に、外装ではシックな照明や外壁に鮮魚や野菜のほか草木や動物が描かれた物もあり、内装ではデザインに拘り木目調の床や茶系または白系を基調とした明るく暖かみを思わせるものなど、店舗によってひとつひとつ構造・特徴・レイアウトが異なるが、全体的に高級でオシャレな印象受けるものが多いのが特徴である。また、店内にはフレッシュフルーツを使用した生ジュースの販売をする「ジュースバー」、購入した食品をその場で頂くことが出来る休憩スペース「イートイン」のほか、ベーカリーショップがテナント入居していない店舗に限り「ベーカリーコーナー」も惣菜売場に併設されるなど新たなサービスが設けられている。
また、2015年（平成27年）には次世代型ライフスタイル提案スーパーマーケット、「FreStyle」を提唱する代表モデル店舗として、新規開店の安芸府中店を始め上天満店、三次店、長束店を改装リニューアルオープンさせている。

#### 広島県（広島市内）
- フレスタ横川本店　(西区)
- フレスタ上天満店　(西区)
- フレスタ己斐上店 （西区）
- フレスタアルパーク店 （西区）：2022年4月22日開店
- フレスタ舟入店 （中区）
- フレスタ吉島店 （中区）
- フレスタ牛田本町店 （東区）：2018年4月13日開店
- フレスタ温品店 （東区）：旧コープ温品
- フレスタ東雲店 （南区）
- フレスタ宇品店 （南区）
- フレスタ祇園店 （安佐南区）
- フレスタ長束店 （安佐南区）
- フレスタ長束北店 （安佐南区）：2021年10月22日開店
- フレスタ東山本店 （安佐南区）
- フレスタ中筋店 （安佐南区）： 2020年11月開店
- フレスタ東原店 （安佐南区）
- フレスタ相田店 （安佐南区）
- フレスタAシティ店 （安佐南区）
- フレスタ沼田店 （安佐南区）
- フレスタ可部店 （安佐北区）
- フレスタ口田南店 （安佐北区）：旧レッツ口田南店
- フレスタ矢口店 （安佐北区）：2021年11月18日開店、旧おかず工房矢口店
- フレスタコムズ店 （安佐北区）
- フレスタ河内店 （佐伯区）
- フレスタ海老園店 （佐伯区）
- フレスタ波出石店 （佐伯区）
- フレスタ美鈴が丘店 （佐伯区）： 旧菱屋フードセンター美鈴が丘店
- フレスタ矢野東店 （安芸区）： 2020年5月20日開店、旧コープ矢野東店

#### 広島県（広島市外）
- フレスタ安芸府中店 （安芸郡府中町）
- フレスタ呉駅ビル店 （呉市）
- フレスタ広店 （呉市）
- フレスタ警固屋店 （呉市）
- フレスタ呉中央店 （呉市）：2023年2月開店予定
- フレスタ廿日市住吉店 （廿日市市）
- フレスタ加計店 （山県郡安芸太田町）
- フレスタサンクス店 （山県郡北広島町）
- フレスタ三次店（三次市）
- フレスタ庄原店 （庄原市）
- フレスタ東城店 （庄原市）
- フレスタ西条店 （東広島市）
- フレスタ三原店 （三原市）
- フレスタ明神店 （三原市）：旧三原スーパー パルディ明神店、2015年4月10日全面改装
- フレスタ西町店 （三原市）
- フレスタ本郷店 （三原市）
- フレスタ大崎上島店 （豊田郡）
- フレスタ向島店 （尾道市）
- フレスタ瀬戸田店 （尾道市）
- フレスタ因島店 （尾道市）： 旧三原スーパー パルディ因島店（2018年3月1日にフレスタパルディ因島店へ改称、同年8月1日フレスタ因島店へ再改称）
- フレスタ北吉津店 （福山市）
- フレスタ福山三吉店 （福山市）： 旧サティ食品館
- フレスタ蔵王店 （福山市）
- フレスタ草戸店 （福山市）
- フレスタ多治米店 （福山市）

#### 山口県
- フレスタ室の木店 （岩国市）

#### 岡山県
- フレスタ操南店 （岡山市中区）：旧中鉄ストア
- フレスタ津島店（岡山市北区）
- フレスタ門田屋敷店 （岡山市中区）
- フレスタ新見店 （新見市）

### おかず工房
フレスタの通常店舗と比較して、惣菜売り場に重点を置いた売場展開の店である。おかず工房の第1号店である鷹野橋店のみの形態が暫く続いていたが、近年は矢野店、グランドタワー店、アイネス店、三原駅前店を新規出店し、現在5店舗を展開している。
- フレスタおかず工房 鷹野橋店 （広島市中区）
- フレスタおかず工房 グランドタワー店 （広島市中区）
- フレスタおかず工房 矢野店 （広島市安芸区）
- フレスタおかず工房 アイネス店 （福山市）
- フレスタおかず工房 三原駅前店 （三原市）

### ショッピングセンター
関連会社の株式会社コムズが運営する、フレスタを核店舗としたショッピングセンター。
- フレスタモールカジル横川（フレスタ横川本店、広島市西区）：2021年3月6日リニューアル
- フレスタモールカジル岩国（フレスタ室の木店、山口県岩国市）
- フレスタモールカジル瀬戸田（フレスタ瀬戸田店、広島県尾道市）
- 津島モール（フレスタ津島店、岡山市北区）：2020年10月2日開業
- コムズ安佐パーク（フレスタコムズ店、広島市安佐北区）
- 千代田ショッピングセンターサンクス（フレスタサンクス店、広島県山県郡）
- フレスタ操南ショッピングセンター（フレスタ操南店、岡山市中区）
- 因島ショッピングセンター（フレスタ因島店、広島県尾道市）

### 過去に存在した店舗
- フレスタ安店 （広島市安佐南区）：2019年2月22日閉店
- フレスタ牛田店 （広島市東区）：2018年3月31日閉店
- フレスタ中広店 （広島市西区）
- フレスタ木之庄店 （福山市） ： 2020年3月15日閉店
- フレスタ松永店 （福山市） ： 2016年2月28日閉店
- フレスタ曙店 （福山市） ： 2014年2月28日閉店
- フレスタキャスパ店 （福山市） ： 2011年9月30日閉店
- フレスタ本庄店 （福山市） ： 2010年5月29日閉店
- フレスタ福山そごう店 （福山市）
- フレスタアストロパーク店 （岡山県倉敷市）
- フレスタおかず工房皆賀店 （広島市佐伯区）：2022年2月27日閉店
- フレスタおかず工房千田店 （広島市中区）：2014年5月閉店
- フレスタおかず工房矢口店（広島市安佐北区）：2021年1月閉店、同年11月18日にフレスタ矢口店に業態変更し開店
- フレスタ宇品市場店 （広島市南区）： 旧フレスタベイシティ店

### レッツ
株式会社フレスタが運営。小商圏を基盤とした食料品中心の小型店舗いわゆる「ミニスーパー」の店舗である。団地内や山間部を中心に店舗展開をしており、1店舗存在する。
- レッツ戸河内店 （広島県山県郡安芸太田町）

### ローソンフレスタ
ローソンとフレスタによる共同運営店舗として2018年4月26日にレッツ藤の木店をリニューアルして開店。ローソンの商品・サービスを軸にフレスタの生鮮食品・冷凍食品も扱う。
- ローソンフレスタ藤の木店 （広島市佐伯区） - 旧レッツ藤の木店

### 宇品市場
セールスポイントである生鮮食品を強化し、さらに新規として業務用食品の取り扱いを行う店舗である。午前中は生鮮、夕方以降は総菜と時間帯とタイムリーに売り場展開の目指す店舗である。フレスタベイシティ店を改装し、2013年（平成25年）9月28日にリニューアルオープンしたが、 2017年8月31日に閉店。建物は、2018年10月、ビッグアームが運営する複合施設「mitte 宇品」として引き継がれる。

## 関連企業

### 株式会社リカーズ
酒類の販売をメインとした店舗であり、フレスタの店舗内のほか同企業が経営する商業施設内のテナントとして出店している。しかし、河内店や沼田店のようにフレスタの店舗とは別の建物として隣接するケースもある。
- リカーズ東山本店
- リカーズ東原店
- リカーズ沼田店
- リカーズ亀山店 - フレスタ可部店内に出店しているが、店名称が異なっている。
- リカーズコムズ店
- リカーズ河内店
- リカーズ北吉津店
- リカーズ呉店
- リカーズ新見店
- リカーズ海老園店
- リカーズ吉島店
- リカーズ相田店

### 株式会社フレッシュセブン
フレスタやレッツなどで販売している惣菜の製造・加工・卸を行っている食品工場である。販売している惣菜などの一部はここで加工・製造され、各店舗へ輸送されている。